# ЈКП Тржница Ниш
ЈКП „Тржница“ Ниш регулише послове управљања, уређивања и одржавања Нишких пијаца, којима се обезбеђује уредно испуњавање обавеза корисника пијачних услуга и редовно и квалитетно снабдевање грађана.
У оквиру ЈКП „Тржница“ Ниш послује укупно једанаест пијаца на територији града Ниша. ЈКП Тржницу Ниш чине две зелене пијаце, шест мешовитих, две робне као и једна кванташка пијаца.
Стратегија ЈКП „Тржница“ Ниш предвиђа у будућности отварање нових пијачних објеката, по граду, у циљу лакшег и ефикаснијег набављања животних намирница и пијачних производа.

## Пијачна историја Ниша
Развојем друштва, развијао се и облик трговине на отвореном простору, како на унапред одређеном простору (пијаце) тако и на привременим локацијама (вашарима).
У оквиру градских зидина античког града је забележена прва оваква трговина. Упитању је било утврђење Наиссуса. За време Турака трговина по пијацама се одвијала испред градских зидина тврђаве, Касније у центру града, све до Првог светског рата.
У то време познати Турски закон – канун, којим су регулисане тржишне и друге дажбине као и таксе на производњу и промет робе у граду и на пијацама. Закон је издат 1498. године по коме се каже да: Од коњског товара животних намирница, узима се по две аспре, од колског товара осам аспри, ако се прода роб лили коњ по две аспре, од две овце једна аспра итд. У време вашара узимало се дупло више. Пијачна баждарина узимала се на отвореним просторима, пијацама где се роба и продавала. Она је износила укупно 2,5% од вредности робе. Баждарина се плаћала по јединици (коњски или колски товар, врећа, бисага, свежањ, кош, мешина итд). А у време панађура плаћало се двоструко више.
панађур у Нишу се јавља од XV века, једанпут годишње и то деветог августа, на дан Св. Панталејмона и траје три дана. Одржавао су у насељу Пантелеј, где су вероватно одржавани и панађури у средњем веку. До XVII века нишки панађур је био углавном локалног значаја, касније добија још већи и шири значај, један од најпознатијих на Балкану. Панађур или вашар је наставио да се одржава до данашњих дана.
Пре ослобађање Србије од Османског царства, вашари постају значајан облик размене роба. Након ослобођења, у Нишу се установљују два типа вашара; летњи о Спасовдану, који је трајао шест, и јесењи о Крстовдану, који је трајао свега три дана. Због аграрног карактера привреде у то време, на вашарима је, у почетку продавана углавном само стока. Овај облик размене задржао се и у периоду између два светска рата. Промене до којих је дошло после завршетка Другог светског рата. Касније вашари губе на свом практичном значају, услед чиниоца као што су организовани откуп пољопривредних производа, миграције становништва са села у градове, смањење сточног фонда и др. Вашари се задњих година и данас одржавају више због традиције него због тога што представљају стварну потребу становништва.
Што се тиче зелене пијаце, она је између два рата у Нишу, постојала на више локација у граду, где су становници могли да обављају пијачне трговине. Оно што је анимљиво је да се у то време, пијачарина или трошарина, односно наканада, наплаћивала на улазима у град, са источног улаза на месту где ја сада раскрсница Булевара Немањића, Цара Константина и Зорана Ђинђића у насељу Трошарина, на западном улазу на Бубањ, на северном улазу где је данас смештено насеље Јагодин мала.
Након Другог светског рата обавеза организације пијачне трговине у Нишу, се налази под индиренцијом и у склопу градских односно општинских управних органа.
Одлуком скупштине града, основано је 31. марта 1952. године. (по неким подацима 28. марта 1952) као установа, са самосталним финансирањем, под називом Управа за пијаце – Ниш, а председник Скупштине града Иван Вучковић, поставља Љубомира Симоновића за првог управника. При оснивању Управе за пијаце у Нишу, оснивач је одредио делатности под које спадају: убирање пијачне таксе и мерине (накнада за пијачне услуге). Управа за пијаце је бројала укупно једанаест запослених, и то су били: управника Симоновић Љубомира, шефа рачуноводства Савић Сретена, благајника Живковић Бтарислава, администратора Љубу, контролора Живковић Крсту и наплаћивача Милић Радовановића, курира Марковић Милорада, Радуловић Драгољуба, Јовановић Богољуба и Ринчић Добривоје.
Ниш је такође поседовао и пијацу ипсред зграде Скупштине општине, а данас Трг републике и ул. Николе Пашића. Поред ове, постојала је и сточна пијаца у насељу Сточни трг. Најпре на локацији данашњег Огревинвеста, односно робне пијаце ОТЦ 1957. године, а касније се премешта преме простору ветеринарског института, игралишта и простору предузећа Медиана – градска чистоћа 1962. године, на укупној површини око 3000м2. У почетку свог постојања ова пијаца је била у функцији међусељачког промета, а са развојем града, растао је и промет ситне стоке, чији су купци углавном били сами грађани Ниша. Сточна пијаца престаје са својим радом на овој локацији 1972. године. Сточна пијаца код села Мрамор на левој обала реке Јужна Морава, нагло се развија, а лија надлежност је под видством Масне заједнице Мрамор.
Након завршетка Другог светског рата, у Нишу се отвара пијаца Тврђава, која се простире између главне капије Нишке тврђаве и аутобуске станице. Користили су се објекти војних магацина (данашњи магацин пољопривредних производа и радионица), под називом Градска пијаца Тврђава.
Пијаца Пиротска рампа почиње са радом 1955. године, која је у народу позната као Моравска пијаца. Пијаца функционише све до 1970. године, када се сели на другу локацију, па сходно томе и мења свој назив у пијацу Бубањ.
Такође се и отвара се пијаца Црвени Певац године 1955. на месту даначњег трга Радничких савета, односно трга Зорана Ђинђића. Међутим, ова пијаца кратко функционише и врло брзо престаје са радом.
Почетком 1969. године Савет радних заједница Управе за пијаце Ниш, доноси одлуку о преименовању назива организације у: Установа за организацију пијачне трговине ¨Тржница¨ Ниш. Установа је имала својство правног лица и прописане основне и споредне делатности.
У међувремену долази до периода убрзаног развоја „Тржнице“, како у погледу организација, тако и у погледи ницања-отварања нових пијаца у граду. Тржница купује градско земљиште директно од власника земљишта и врши израду пројектне документације за изградњу будућих пијаца. На тај начин настају нове пијаце:
- К. Ливаде (Бошко Буха) 1970.године најпре као пијачни плато, а затим 1982. године и прва фаза затворене пијаце настаје.
- Пијаца Бубањ 1973. године.
- Пијаца Палилула, 1973. године.
- Пијаца Пантелеј 1977.године плато и пијаћна зграда, инфраструктура,
- Пијаца Дурлан (Моше Пијаде) 1977. године.
- Пијаца Ћеле-Кула 1977. год плато, пијачна зграда са мокрим чвором, инфраструктура.

Са почетком од 1977. године, „Тржница“ организује на Тврђавској пијаци пољопривредну изложбу, под покровитељством самог града Ниша. Изложба се одржавала у оквиру прославе Дана ослобођења града, октобра, са почетком у петак поподне, све до 1982.године, када престаје са одржавањем. Године 1982. од марта месеца, „тржница“ мења име у РО ¨Тржница¨ Ниш – Радна организација за промет на мало пољопривредно – прехрамбеним производима и организацију пијачне трговине ¨Тржница¨ Ниш.
Са почетком од Од 1991. годиуне Тржница мења статус предузећа у Јавно предузеће, под Општином као оснивачем и мења свој назив, који сада гласи: Јавно предузеће за пијачне услуге ¨Тржница¨ Ниш за изградњу, одржавање и управљање пијацама и пружање услуга на пијацама, као и за обављање других послова у складу са актом оснивача. Под овим називом послује све до 1995. године. Предузеће за пијачне услуге ¨Тржница¨ Ниш основано је ради одезбеђења несметаног промета робе на пијацама и пружања услуга као делатности од јавног интереса. Тржница обавља своју делатност на девет зелених (мешовитих пијаца) и сточној пијаци у Мрамору.
Предузећа даље планира и креће са реализацијом планова за изградњу и реконструкцију градских пијаца. Креће се са изградњом робне пијаце (Цветна пијаца са својих стотину тезги и двадесетосам локала), на добијеном земљишту паркинг простор Медиана. Огранизује у јесен 1996. године робну пијацу Медиана (бувља пијаца са четристо тезги), настају нове мешовите, затворене пијаце, на локацији Дурлана (са својих стотину тезги). Врше се радови на реконструкцији Тврђавске пијаце, (подиже се настрешница, граде нови локали) изграђују се пословне и управне зграде, затим тридесет локала на пијаци К. Ливаде итд.
Отварање нове робне пијаце, и пијаце половних ствари на локацији Огревинвеста под називом ОТЦ (отворени тржни центар) са преко осамсто тезги, представља пресељење бувље пијаце са Медиане, јануара 1998. године, затим исте године на том простору се отвара кванташка и ауто пијаца, под називом Кванташка пијаца Медиана.
Петог маја, на Ђурђевдан, 1999. године, отвара се нова робна пијаца, под називом: Занатскобазарни тржни центар (ЗБТЦ), а касније мења свој назив у Цветна пијаца, због организоваwа породаје цвећа.